# Nombramiento de los satélites naturales
La asignación oficial de los nombres de los satélites naturales es responsabilidad, desde 1973, de la Unión Astronómica Internacional (en inglés International Astronomical Union o IAU), en concreto, de un comité para la nomenclatura del sistema planetario (actualmente, el Grupo de Trabajo para la Nomenclatura del Sistema Planetario, en inglés, Working Group for Planetary System Nomenclature, conocido por sus siglas WGP
Antes de la formación del WGPSN, la elección de los nombres fue determinada en la mayoría de los casos por los descubridores de los satélites, aunque a algunos satélites no se les dio nombre hasta muchos años después de su descubrimiento (por ejemplo, Titán fue descubierto por Christiaan Huygens en 1655, pero no fue nombrado hasta 1847, casi dos siglos después).
Antes de que la IAU asumiese la responsabilidad de la nomenclatura astronómica, solo veinticinco satélites tenían un nombre de uso generalizado, y que aún utilizan. Desde entonces, se han nombrado 419 satélites más: 95 satélites de Júpiter, 274 de Saturno, 28 de Urano, 16 de Neptuno, 5 de Plutón, 1 de Eris, 2 de Haumea y 1 de Makemake. El número seguirá en aumento a medida que los descubrimientos de los sondas actuales sean documentados y se descubran nuevos satélites.
En la Asamblea General de la UAI en julio de 2004, el WGPSN sugirió que pudiera ser aconsejable no nombrar los pequeños satélites, ya que la tecnología CCD permite descubrir satélites muy pequeños, hasta de 1 kilómetro de diámetro. Hasta la fecha, sin embargo, se han asignado nombres a todos los satélites descubiertas, con independencia de su tamaño.

## Nombramiento de los satélites según objeto del sistema

### La Tierra
Todas las lenguas humanas tienen una palabra para designar la Luna de la Tierra, siendo esos vocablos los normalmente utilizados en contextos astronómicos, aunque se han utilizado también buen número de nombres fantásticos o mitológicos (y en contextos no astronómicos se ha utilizado un número aún mayor de epítetos de la Luna). En el siglo XVII, se aludía a la Luna a veces como Proserpina. En inglés su nombre es "moon", pero —especialmente en contextos de ciencia ficción— se ha usado a veces el nombre de origen latino "luna"; probablemente por analogía con los nombres científicos de los planetas, o por asociación con el adjetivo "lunar" (que sí existe en ese idioma). En la terminología técnica, palabras derivadas del término «seleno-» (del griego, selēnē, «luna») y de «cynthi-» (de Cynthia, un epíteto de la diosa Artemisa) se utilizan a veces para referirse a la Luna, como en selenografía, selenología y pericynthion.

### Marte
Los satélites de Marte (Fobos y Deimos) fueron nombrados por Asaph Hall en 1878, poco después de que los descubriera. Llevan el nombre de los hijos del dios Marte (el equivalente romano del dios griego Ares).

### Júpiter
Los satélites galileanos de Júpiter (Io, Europa, Ganímedes y Calisto ) fueron nombrados por Simon Marius poco después de su descubrimiento en 1610. Sin embargo, a finales del siglo XIX esos nombres habían caído en desuso, y durante bastante tiempo fue más común referirse a ellos en la literatura astronómica simplemente como «Júpiter I», «Júpiter II», etc, o como «el primer satélite de Júpiter», «el segundo satélite de Júpiter», etc.
En la primera década del siglo XX, los nombres de Io, Europa, Ganimedes y Calisto habían vuelto a recobrar popularidad, pero los satélites descubiertos más tarde, numerados, por lo general con números romanos V (5) al XII (12), se mantuvieron sin nombre. Por convención popular, aunque no oficial, Júpiter V, descubierto en 1892, recibió el nombre de Amaltea, utilizado por vez primera por el astrónomo francés Camille Flammarion.
Los otros satélites (descubiertos entre 1904 y 1951) fueron, en la inmensa mayoría de la literatura astronómica, simplemente dejados sin nombre. No se propuso ningún nombre hasta que Brian G. Marsden propuso una nomenclatura para estos satélites en 1955. Aunque los nombres de 1955 tuvieron una aceptación inmediata en algunos sectores (por ejemplo, en la ciencia ficción y en los artículos de divulgación científica), rara vez fueron usados en la literatura astronómica hasta la década de 1970.
Entre 1955 y 1975 se realizaron otras dos propuestas para nombrar esos satélites, ambas hechas por astrónomos soviéticos (E. I. Nesterovich, en 1962, y Yu. A. Karpenko, en 1973). Ambas propuestas no fueron bien recibidas por la comunidad astronómica.
En 1975, tras el descubrimiento en 1974 del satélite Júpiter XIII por Charles Kowal, el Grupo de Tareas para la Nomenclatura del Sistema Solar exterior (en inglés, Task Group for Outer Solar System Nomenclature) de la IAU concedió nombres a los satélites V-XIII, y previó un proceso de designación formal para los futuros satélites a descubrir. En ese nuevo proceso, Júpiter V continuó como Amaltea, Júpiter XIII fue nombrado Leda de acuerdo a una sugerencia de Kowal, y todas las propuestas anteriores para los siete satélites VI-XII fueron abandonadas en favor de los nuevos nombres, de acuerdo con un esquema sugerido por el filólogo alemán Jürgen Blunck.
Los nuevos nombres recibieron una considerable protesta de algunos sectores: Kowal, a pesar de sugerir un nombre para Júpiter XIII, era de la opinión de que los satélites irregulares de Júpiter no deberían ser todos nombrados; Carl Sagan señaló que los nombres elegidos eran extraordinariamente oscuros (un hecho que Tobias Owen, presidente del Grupo de Tareas, admitió que fue intencionado en una respuesta a Sagan) y sugirió su propio nombre en 1976; éstos conservan algunos de los nombres de la propuesta de 1955.
Las propuestas se resumen en la siguiente tabla (datos de Icarus)
| Número       | Propuesta de 1955 Brian Marsden | Propuesta de 1962 E. I. Nesterovich | Propuesta de 1973 Yu. A. Karpenko | Propuesta de 1975 Comité de la IAU | Propuesta de 1976 Carl Sagan |
| ------------ | ------------------------------- | ----------------------------------- | --------------------------------- | ---------------------------------- | ---------------------------- |
| Júpiter VI   | Hestia                          | Atlas                               | Adrastea                          | Himalia                            | Maia                         |
| Júpiter VII  | Hera                            | Hercules                            | Ida                               | Elara                              | Hera                         |
| Júpiter VIII | Poseidon                        | Persephone                          | Helena                            | Pasífae                            | Alcmene                      |
| Júpiter IX   | Hades                           | Cerberus                            | Leda                              | Sinope                             | Leto                         |
| Júpiter X    | Demeter                         | Prometheus                          | Latona                            | Lisitea                            | Demeter                      |
| Júpiter XI   | Pan                             | Dedalus                             | Danae                             | Carmé                              | Semele                       |
| Júpiter XII  | Adrastea                        | Hephaestus                          | Semele                            | Ananké                             | Danae                        |

La práctica actual es que los nuevos satélites de Júpiter descubiertos se deben nombrar según las amantes mitológicas del dios Júpiter (Zeus). Un convenio también ha surgido entre las otras lunas, por el que a las lunas progrado se les den nombres terminados en «a» o en «o», y a las lunas retrógradas nombres que terminan en «e». En 2004, dado que se seguían descubriendo nuevos satélites de Júpiter, estas normas se consideraron excesivamente restrictivas. En la Asamblea General de la UAI de julio de 2004, por lo tanto se permitió a la WGPSN que los satélites de Júpiter volvieran a ser nombrados según los descendientes de Zeus, además de sus amantes y favoritas, que habían sido la fuente anterior de nombres. Todos los satélites de Júpiter desde el XXXIV (Euporia) llevan el nombre de las hijas de Zeus.

### Saturno
En 1847, los entonces siete satélites conocidos de Saturno fueron nombrados por John Herschel. Herschel nombró los dos satélites más interiores (Mimas y Encelado) según los gigantes mitológicos griegos y los cinco exteriores según los titanes (Titan, Jápeto) y titánides (Tetis, Dione, Rea), de la misma mitología. Hasta entonces, Titán era conocida como «el satélite huygeniana (o huyghenian) de Saturno» y los otros satélites eran denominados con números romanos en orden de distancia a Saturno. Los siguientes descubrimientos de satélites de Saturno siguieron el esquema de Herschel: Hiperión fue descubierto poco después, en 1848, y el noveno satélite, Febe fue nombrado por su descubridor, en 1899, poco después de su descubrimiento: eran el nombre de un titán y una titánide respectivamente. El nombre de Jano fue sugerido por su descubridor, Audouin Dollfus.
La práctica actual de la UAI para los nuevos satélites interiores descubiertos es continuar con el sistema de Herschel, nombrando según titanes o sus descendientes. Sin embargo, el creciente número de satélites que fueron descubiertos en el siglo XXI de nuevo llevó a la IAU a elaborar un nuevo esquema para los satélites exteriores. En la Asamblea General de la UAI de julio de 2004, el WGPSN permitió que los satélites de Saturno tuvieran nombres de gigantes y monstruos en otras mitologías de la antigüedad greco-romana. Los satélites exteriores recibieron de forma natural un nombre en tres grupos: un grupo lleva el nombre de gigantes nórdicos; otro de gigantes celtas y el último de gigantes inuit. El único satélite que no se ajusta a este esquema es Febe, que está en el grupo de gigantes nórdicos.

### Urano
El esquema de numeración romano de los satélites de Urano varió durante un tiempo considerable. Sir William Herschel pensaba que había descubierto hasta seis satélites y tal vez incluso un anillo. Durante casi cincuenta años, el instrumento de Herschel fue el único con el que se habían sido vistos esos satélites. En la década de 1840, mejores instrumentos y una posición más favorable de Urano en el cielo llevaron a observaciones esporádicas de satélites adicionales, de Titania y Oberón. Algunas publicaciones dudaron entre las denominaciones de William Herschel (en que Titania y Oberón eran Urano II y IV) y las de William Lassell (donde a veces eran I y II). Con la confirmación de Ariel y Umbriel, Lassell numeró del I al IV los satélites de Urano hacia afuera, y así quedaron definitivamente.
Las dos primeros satélites de Urano, descubiertos en 1787, no recibieron nombre hasta 1852, un año después de que otros dos satélites hubiesen sido descubiertos. La responsabilidad de la denominación fue tomada por John Herschel, hijo del descubridor de Urano. Herschel, en lugar de asignar nombres de la mitología griega, nombró los satélites según los espíritus mágicos de la literatura inglesa: las hadas Oberón y Titania de la obra de William Shakespeare, El sueño de una noche de verano, y los silfos, Ariel y Umbriel de la obra de Alexander Pope, The Rape of the Lock (Ariel es también un duende en La Tempestad de Shakespeare). El razonamiento presumiblemente fue que Urano, dios del cielo y el aire, estaría asistido por los espíritus del aire.
Los siguientes nombres, en lugar de seguir el tema de los "espíritus del aire" (solo Puck y Mab continuaron la tendencia), se centraron en material de origen de Herschel. En 1949, el quinto satélite, Miranda, fue nombrado por su descubridor, Gerard Kuiper, según un personaje totalmente mortal en La Tempestad shakespeareana. La práctica actual de la UAI es que el nombre de los satélites sea el de personajes de las obras de Shakespeare y de The Rape of the Lock (aunque hasta hoy solo Ariel, Umbriel, y Belinda tienen nombres extraídos de este último poema, siendo los restantes de Shakespeare). Al principio, los satélites ultraperiféricos fueron todos nombrados según los personajes de La tempestad, pero tras nombrar a Margarita, de la obra Much Ado About Nothing esa tendencia se terminó.

### Neptuno
El único satélite conocido de Neptuno no fue nombrado durante muchas décadas. Aunque en 1880 Camille Flammarion sugirió el nombre de Tritón, no fue de uso general hasta mediados del siglo XX, y durante muchos años fue considerado «no oficial». En la literatura astronómica se hacía referencia a él simplemente como «el satélite de Neptuno». Más tarde, el segundo satélite conocido, Nereida, fue descubierto en 1949 por Gerard P. Kuiper.
La práctica actual de la UAI para los nuevos satélites descubiertos de Neptuno es que de acuerdo con los dos primeros sean nombrados según las deidades griegas del mar.

### Plutón
El nombre del satélite de Plutón, Caronte, fue sugerido por James W. Christy, su descubridor, poco después de su descubrimiento. A junio de 2006, otros dos satélites han sido nombrados, Hidra y Nix.
Caronte, Hidra y Nix son todos personajes de la mitología griega, con vínculos con el Hades (el equivalente griego de Plutón): Caronte trasladaba a los muertos a través del río Aqueronte; Hidra vigilaba las aguas del inframundo; y Nix, madre de Caronte, era la diosa de la oscuridad y la noche. En años recientes se descubrieron otros 2 satélites, Cerbero y Estigia. El Cerbero era el temible perro de 3 cabezas con una serpiente por cola que custodiaba las puertas del  Reino de Hades y Estigia era la diosa del río del mismo nombre, el río Estigia era uno de los que fluían por el Inframundo y este era el río del odio.

### Eris
El nombre del satélite de Eris, Disnomia, fue sugerido por su descubridor, Michael E. Brown, que también sugirió el nombre del planeta enano. Los nombres fueron aceptados por la Unión Astronómica Internacional el 14 de septiembre de 2006.

### Haumea
El nombre de Haumea y sus satélites fueron sugeridos por David Lincoln Rabinowitz, del Instituto de Tecnología de California, y se refieren a la diosa madre y sus hijas en la mitología hawaiana.

### Asteroides y objetos del Cinturón de Kuiper
A diferencia de los satélites de planetas y planetas enanos, se han nombrado relativamente pocos satélites que orbiten asteroides. Entre ellos están los siguientes:
| Nombre del satélite | Nombre del primario    | Numeral romano |
| ------------------- | ---------------------- | -------------- |
| Dactyl              | (243) Ida              | I              |
| Echidna             | (842355) Typhon        | I              |
| Linus               | (22) Caliope           | I              |
| Menoetius           | (617) Patroclo         | I              |
| Petit-Prince        | (45) Eugenia           | I              |
| Phorcys             | (65489) Ceto           | I              |
| Remus               | (87) Silvia            | II             |
| Romulus             | (87) Silvia            | I              |
| Sawiskera           | (88611) Teharonhiawako | I              |
| Zoe                 | (58534) Logos          | I              |
| Weywot              | (50000) Quaoar         | I              |
| Vanth (satélite)    | (90482) Orcus          | I              |

## Designación con números romanos
El sistema de numeración romana para los satélites surgió con el primer descubrimiento de satélites naturales diferentes de la Luna de la Tierra: Galileo se refirió a los satélites galileanos como «I» a «IV» (partiendo de Júpiter hacia fuera), negándose a aprobar los nombres propuestos por su rival Simon Marius. Similares sistemas de numeración surgieron naturalmente con el descubrimiento de varios satélites de Saturno, Urano y Marte. El número designaba los satélites inicialmente en secuencia orbital, y eran renumeradas después de cada nuevo descubrimiento: por ejemplo, antes del descubrimiento de Mimas y Encélado en 1789, Tetis era «Saturno I» y Dione «Saturno II», etc., pero después de que fuesen descubiertos nuevos satélites, Mimas se convirtió en «Saturno I», Encélado en «Saturno II», Tetis en «Saturno III» y Dione en «Saturno IV». A mediados del siglo XIX, sin embargo, la numeración se consideró fija, y los posteriores descubrimientos no seguían el esquema de la secuencia de las órbitas. Amaltea, descubierto en 1892, fue denominado «Júpiter V», aunque su órbita está más cerca de Júpiter que Io («Júpiter I»). La convención no declarada se convirtió luego, a finales del siglo XIX, en que los números deberían de reflejar, más o menos, el orden de descubrimiento, salvo las excepciones históricas anteriores (véase la Anexo:Cronología del descubrimiento de los planetas del sistema solar y sus satélites naturales); aunque si un gran número de satélites fuesen descubiertos en un corto período de tiempo, el grupo podría ser numerado en secuencia orbital, o de acuerdo con principios distintos a los estrictamente por orden de descubrimiento. El convenio se ha ampliado a los satélites naturales de los planetas menores, tales como (87) Sylvia I Romulus.
Los números romanos no suelen ser asignados a los satélites hasta que a éstos se les da nombre, así que aunque muchos satélites han sido descubiertos, solo tienen denominaciones provisionales y no tienen números romanos asignados (una excepción es el satélite de Saturno, Helena, que recibió el numeral romano XII en 1982, pero no fue nombrada hasta 1988). Dado que la Unión Astronómica Internacional comenzó a asignar nombres a todos los satélites en 1975, la utilización de denominaciones mediante números romanos ha disminuido y se utilizan muy raramente; Fobos y Deimos son raramente contemplados como «Marte I» y «Marte II» y la Luna nunca se conoce como «Tierra I».
Los trece satélites de Saturno nombrados desde Aegir to Surtur, fueron nombrados en orden alfabético correspondiente a sus números romanos.

## Cronología

### Nombres anteriores a la IAU
Los siguientes nombres fueron aprobados por procesos informales anteriores a la asunción por parte de la Unión Astronómica Internacional del control de la asignación de la nomenclatura de satélites en 1973.
| Siglo      | Fecha               | Nombrante | Nombre | Imagen | Planeta/Número de designación | Fecha descubrimiento | Referencias/Notas |
| ---------- | ------------------- | --- | --- | --- | --- | --- | --- |
| Siglo XVII | 1614                | Simon Marius | Io | | Júpiter I | 1610 | Marius (Simon Mayr), en su libro Mundus Iovialis anno M.DC.IX Detectus Ope Perspicilli Belgici, da los nombres de los satélites galileanos y los atributos que sugirió a Johannes Kepler. |
| Siglo XVII | 1614                | Simon Marius | Europa | | Júpiter II | 1610 | Marius (Simon Mayr), en su libro Mundus Iovialis anno M.DC.IX Detectus Ope Perspicilli Belgici, da los nombres de los satélites galileanos y los atributos que sugirió a Johannes Kepler. |
| Siglo XVII | 1614                | Simon Marius | Ganímedes | | Júpiter III | 1610 | Marius (Simon Mayr), en su libro Mundus Iovialis anno M.DC.IX Detectus Ope Perspicilli Belgici, da los nombres de los satélites galileanos y los atributos que sugirió a Johannes Kepler. |
| Siglo XVII | 1614                | Simon Marius | Calisto | | Júpiter IV | 1610 | Marius (Simon Mayr), en su libro Mundus Iovialis anno M.DC.IX Detectus Ope Perspicilli Belgici, da los nombres de los satélites galileanos y los atributos que sugirió a Johannes Kepler. |
| Siglo XIX  | 1847                | John Herschel | Mimas | | Saturno I | 1789 | Herschel nombró los siete satélites de Saturno conocidos en su libro Results of Astronomical Observations made at the Cape of Good Hope [Resultados de las observaciones astronómicas hechas en el cabo de Buena Esperanza], según lo informado por William Lassell, Monthly Notices of the Royal Astronomical Society, Vol. 8, n.º 3, pag. 42–43 14 de enero de 1848) |
| Siglo XIX  | 1847                | John Herschel | Encelado | | Saturno II | 1789 | Herschel nombró los siete satélites de Saturno conocidos en su libro Results of Astronomical Observations made at the Cape of Good Hope [Resultados de las observaciones astronómicas hechas en el cabo de Buena Esperanza], según lo informado por William Lassell, Monthly Notices of the Royal Astronomical Society, Vol. 8, n.º 3, pag. 42–43 14 de enero de 1848) |
| Siglo XIX  | 1847                | John Herschel | Tetis | | Saturno III | 1684 | Herschel nombró los siete satélites de Saturno conocidos en su libro Results of Astronomical Observations made at the Cape of Good Hope [Resultados de las observaciones astronómicas hechas en el cabo de Buena Esperanza], según lo informado por William Lassell, Monthly Notices of the Royal Astronomical Society, Vol. 8, n.º 3, pag. 42–43 14 de enero de 1848) |
| Siglo XIX  | 1847                | John Herschel | Dione | | Saturno IV | 1684 | Herschel nombró los siete satélites de Saturno conocidos en su libro Results of Astronomical Observations made at the Cape of Good Hope [Resultados de las observaciones astronómicas hechas en el cabo de Buena Esperanza], según lo informado por William Lassell, Monthly Notices of the Royal Astronomical Society, Vol. 8, n.º 3, pag. 42–43 14 de enero de 1848) |
| Siglo XIX  | 1847                | John Herschel | Rea | | Saturno V | 1672 | Herschel nombró los siete satélites de Saturno conocidos en su libro Results of Astronomical Observations made at the Cape of Good Hope [Resultados de las observaciones astronómicas hechas en el cabo de Buena Esperanza], según lo informado por William Lassell, Monthly Notices of the Royal Astronomical Society, Vol. 8, n.º 3, pag. 42–43 14 de enero de 1848) |
| Siglo XIX  | 1847                | John Herschel | Titán | | Saturno VI | 1655 | Herschel nombró los siete satélites de Saturno conocidos en su libro Results of Astronomical Observations made at the Cape of Good Hope [Resultados de las observaciones astronómicas hechas en el cabo de Buena Esperanza], según lo informado por William Lassell, Monthly Notices of the Royal Astronomical Society, Vol. 8, n.º 3, pag. 42–43 14 de enero de 1848) |
| Siglo XIX  | 1847                | John Herschel | Jápeto | | Saturno VIII | 1671 | Herschel nombró los siete satélites de Saturno conocidos en su libro Results of Astronomical Observations made at the Cape of Good Hope [Resultados de las observaciones astronómicas hechas en el cabo de Buena Esperanza], según lo informado por William Lassell, Monthly Notices of the Royal Astronomical Society, Vol. 8, n.º 3, pag. 42–43 14 de enero de 1848) |
| Siglo XIX  | 1848                | William Lassell | Hiperión | | Saturno VII | 1847 | Lassell, siguiendo el esquema sugerido por John Herschel, nombró Hyperion Discovery of a New Satellite of Saturn, Monthly Notices de la Royal Astronomical Society, vol. 8, n.º 9, pag. 195-97. |
| Siglo XIX  | 1852                | John Herschel | Ariel | | Urano II | 1851 | Herschel nombró los cuatro satélites conocidos de Urano en Astronomische Nachrichten, vol. 34, n.º 812, pag. 325-26, 21 de junio de 1852 (comunicación de fecha 26 de mayo de 1852.) |
| Siglo XIX  | 1852                | John Herschel | Umbriel | | Urano III | 1851 | Herschel nombró los cuatro satélites conocidos de Urano en Astronomische Nachrichten, vol. 34, n.º 812, pag. 325-26, 21 de junio de 1852 (comunicación de fecha 26 de mayo de 1852.) |
| Siglo XIX  | 1852                | John Herschel | Titania | | Urano V | 1787 | Herschel nombró los cuatro satélites conocidos de Urano en Astronomische Nachrichten, vol. 34, n.º 812, pag. 325-26, 21 de junio de 1852 (comunicación de fecha 26 de mayo de 1852.) |
| Siglo XIX  | 1852                | John Herschel | Oberón | | Urano IV | 1787 | Herschel nombró los cuatro satélites conocidos de Urano en Astronomische Nachrichten, vol. 34, n.º 812, pag. 325-26, 21 de junio de 1852 (comunicación de fecha 26 de mayo de 1852.) |
| Siglo XIX  | 1878                | Asaph Hall | Fobos | | Marte I | 1877 | Hall nombró sus dos satélites recién descubiertos de Marte, Phobus y Deimus: Astronomische Nachrichten, Vol. 92, n.º 2187, pag. 47-48 14 de marzo de 1878 (firmado el 7 de febrero de 1878). Los nombres fueron posteriormente modificados a Phobos (Fobos) y Deimos.                                                                                                  |
| Siglo XIX  | 1878                | Asaph Hall | Deimos | | Marte II | 1877 | Hall nombró sus dos satélites recién descubiertos de Marte, Phobus y Deimus: Astronomische Nachrichten, Vol. 92, n.º 2187, pag. 47-48 14 de marzo de 1878 (firmado el 7 de febrero de 1878). Los nombres fueron posteriormente modificados a Phobos (Fobos) y Deimos.                                                                                                  |
| Siglo XIX  | 1880                | Camille Flammarion | Tritón | | Neptuno I | 1846 | Flammarion sugirió el nombre de Tritón en su libro de 1880, Astronomie populaire, pag. 591. El nombre fue considerado oficioso durante décadas después. |
| Siglo XIX  | ca. 1893            | Camille Flammarion | Amaltea | | Júpiter V | 1892 | Flammarion sugirió el nombre de Amaltea en correspondencia con el descubridor E. E. Barnard. Barnard declinó proponer ningún nombre, sin embargo, y Amaltea siguió siendo un nombre no oficial hasta su aprobación por la Unión Astronómica Internacional en 1975. |
| Siglo XIX  | Abril de 1899       | William Henry Pickering | Febe | | Saturno IX | 1899 | Pickering sugirió el nombre de Phoebe en A New Satellite of Saturn, Astrophysical Journal, vol. 9, n.º 4, pag. 274-76, abril de 1899, por su hermano Edward C. Pickering. |
| Siglo XX   | Abril de 1939       | Seth Barnes Nicholson declinó nombrar los satélites de Júpiter que había descubierto (Publications of the Astronomical Society of the Pacific, Vol. 51, n.º 300, pag. 85–94, firmado en marzo de 1939) | Seth Barnes Nicholson declinó nombrar los satélites de Júpiter que había descubierto (Publications of the Astronomical Society of the Pacific, Vol. 51, n.º 300, pag. 85–94, firmado en marzo de 1939) | Seth Barnes Nicholson declinó nombrar los satélites de Júpiter que había descubierto (Publications of the Astronomical Society of the Pacific, Vol. 51, n.º 300, pag. 85–94, firmado en marzo de 1939) | Seth Barnes Nicholson declinó nombrar los satélites de Júpiter que había descubierto (Publications of the Astronomical Society of the Pacific, Vol. 51, n.º 300, pag. 85–94, firmado en marzo de 1939) | Seth Barnes Nicholson declinó nombrar los satélites de Júpiter que había descubierto (Publications of the Astronomical Society of the Pacific, Vol. 51, n.º 300, pag. 85–94, firmado en marzo de 1939) | Seth Barnes Nicholson declinó nombrar los satélites de Júpiter que había descubierto (Publications of the Astronomical Society of the Pacific, Vol. 51, n.º 300, pag. 85–94, firmado en marzo de 1939) |
| Siglo XX   | junio de 1949       | Gerard P. Kuiper | Miranda | | Urano I | 1948 | Kuiper propuso el nombre de Miranda en su informe del descubrimiento, The Fifth Satellite of Uranus, Publications of the Astronomical Society of the Pacific, Vol. 61, n.º 360, pag. 129, junio de 1949. |
| Siglo XX   | agosto de 1949      | Gerard P. Kuiper | Nereida | | Neptuno II | 1949 | Kuiper propuso el nombre de Nereida en su informe del descubrimiento, The second satellite of Neptune, Publications of the Astronomical Society of the Pacific, Vol. 61, n.º 361, pag. 175–76, agosto de 1949. |
| Siglo XX   | 1 de agosto de 1967 | Audouin Dollfus | Jano | | Saturno X | 1966 | Dollfus lo llamó Janus en un informe de 1 de febrero de 1967 relatando su descubrimiento (IAUC 1995: Saturn X (Janus) (enlace roto disponible en Internet Archive; véase el historial, la primera versión y la última). |

### Nombres de la IAU
Los siguientes nombres fueron seleccionados mediante un proceso formal de control de la IAU. Solo en unos pocos casos una persona eligió el nombre identificativo.

#### SigloXX
| Fecha                    | Nombre    | Archivo | Planeta/ Número de designación | Fecha descubrimiento                                                                                 | Referencias/Notas |
| ------------------------ | --------- | ------- | ------------------------------ | --- | --- |
| 7 de octubre de 1975     | Himalia   |         | Júpiter VI                     | 1904                                                                                                 | IAUC 2846: Satellites of Jupiter Archivado el 2 de junio de 2020 en Wayback Machine.. Also confirmed the name Amalthea. |
| 7 de octubre de 1975     | Elara     |         | Júpiter VII                    | 1905                                                                                                 | IAUC 2846: Satellites of Jupiter Archivado el 2 de junio de 2020 en Wayback Machine.. Also confirmed the name Amalthea. |
| 7 de octubre de 1975     | Pasífae   |         | Júpiter VIII                   | 1908                                                                                                 | IAUC 2846: Satellites of Jupiter Archivado el 2 de junio de 2020 en Wayback Machine.. Also confirmed the name Amalthea. |
| 7 de octubre de 1975     | Sinope    |         | Júpiter IX                     | 1914                                                                                                 | IAUC 2846: Satellites of Jupiter Archivado el 2 de junio de 2020 en Wayback Machine.. Also confirmed the name Amalthea. |
| 7 de octubre de 1975     | Lisitea   |         | Júpiter X                      | 1938                                                                                                 | IAUC 2846: Satellites of Jupiter Archivado el 2 de junio de 2020 en Wayback Machine.. Also confirmed the name Amalthea. |
| 7 de octubre de 1975     | Carmé     |         | Júpiter XI                     | 1938                                                                                                 | IAUC 2846: Satellites of Jupiter Archivado el 2 de junio de 2020 en Wayback Machine.. Also confirmed the name Amalthea. |
| 7 de octubre de 1975     | Ananké    |         | Júpiter XII                    | 1951                                                                                                 | IAUC 2846: Satellites of Jupiter Archivado el 2 de junio de 2020 en Wayback Machine.. Also confirmed the name Amalthea. |
| 7 de octubre de 1975     | Leda      |         | Júpiter XIII                   | 1974                                                                                                 | IAUC 2846: Satellites of Jupiter Archivado el 2 de junio de 2020 en Wayback Machine.. Also confirmed the name Amalthea. |
| 1982                     | Epimeteo  |         | Saturno XI                     | 1980                                                                                                 | Transactions of the International Astronomical Union, Vol. XVIIIA, 1982. Mentioned in IAUC 3872. Also confirmed the name Janus. |
| 1982                     | Telesto   |         | Saturno XIII                   | 1980                                                                                                 | Transactions of the International Astronomical Union, Vol. XVIIIA, 1982. Mentioned in IAUC 3872. Also confirmed the name Janus. |
| 1982                     | Calipso   |         | Saturno XIV                    | 1980                                                                                                 | Transactions of the International Astronomical Union, Vol. XVIIIA, 1982. Mentioned in IAUC 3872. Also confirmed the name Janus. |
| 30 de septiembre de 1983 | Tebe      |         | Júpiter XIV                    | 1979                                                                                                 | IAUC 3872: Satellites of Jupiter and Saturn Archivado el 14 de diciembre de 2019 en Wayback Machine. |
| 30 de septiembre de 1983 | Adrastea  |         | Júpiter XV                     | 1979                                                                                                 | IAUC 3872: Satellites of Jupiter and Saturn Archivado el 14 de diciembre de 2019 en Wayback Machine. |
| 30 de septiembre de 1983 | Metis     |         | Júpiter XVI                    | 1979                                                                                                 | IAUC 3872: Satellites of Jupiter and Saturn Archivado el 14 de diciembre de 2019 en Wayback Machine. |
| 30 de septiembre de 1983 | Atlas     |         | 1980                           | IAUC 3872: Satellites of Jupiter and Saturn Archivado el 14 de diciembre de 2019 en Wayback Machine. | |
| 3 de enero de 1986       | Prometeo  |         | Saturno XVI                    | IAUC 4157: Satellites of Saturn and Pluto                                                            | |
| 3 de enero de 1986       | Pandora   |         | Saturno XVII                   | IAUC 4157: Satellites of Saturn and Pluto                                                            | |
| 3 de enero de 1986       | Caronte   |         | Plutón I                       | 1978                                                                                                 | IAUC 4157: Satellites of Saturn and Pluto. James W. Christy announced the name Charon shortly after his discovery of the satellite in 1978, but the name remained unofficial until its adoption by the IAU in 1986. |
| 8 de junio de 1988       | Helena    |         | Saturno XII                    | 1980                                                                                                 | IAUC 4609: Satellites of Saturn and Uranus (enlace roto disponible en Internet Archive; véase el historial, la primera versión y la última). |
| 8 de junio de 1988       | Cordelia  |         | Urano VI                       | 1986                                                                                                 | IAUC 4609: Satellites of Saturn and Uranus (enlace roto disponible en Internet Archive; véase el historial, la primera versión y la última). |
| 8 de junio de 1988       | Ofelia    |         | Urano VII                      | 1986                                                                                                 | IAUC 4609: Satellites of Saturn and Uranus (enlace roto disponible en Internet Archive; véase el historial, la primera versión y la última). |
| 8 de junio de 1988       | Bianca    |         | Urano VIII                     | 1986                                                                                                 | IAUC 4609: Satellites of Saturn and Uranus (enlace roto disponible en Internet Archive; véase el historial, la primera versión y la última). |
| 8 de junio de 1988       | Crésida   |         | Urano IX                       | 1986                                                                                                 | IAUC 4609: Satellites of Saturn and Uranus (enlace roto disponible en Internet Archive; véase el historial, la primera versión y la última). |
| 8 de junio de 1988       | Desdémona |         | Urano X                        | 1986                                                                                                 | IAUC 4609: Satellites of Saturn and Uranus (enlace roto disponible en Internet Archive; véase el historial, la primera versión y la última). |
| 8 de junio de 1988       | Julieta   |         | Urano XI                       | 1986                                                                                                 | IAUC 4609: Satellites of Saturn and Uranus (enlace roto disponible en Internet Archive; véase el historial, la primera versión y la última). |
| 8 de junio de 1988       | Porcia    |         | Urano XII                      | 1986                                                                                                 | IAUC 4609: Satellites of Saturn and Uranus (enlace roto disponible en Internet Archive; véase el historial, la primera versión y la última). |
| 8 de junio de 1988       | Rosalinda |         | Urano XIII                     | 1986                                                                                                 | IAUC 4609: Satellites of Saturn and Uranus (enlace roto disponible en Internet Archive; véase el historial, la primera versión y la última). |
| 8 de junio de 1988       | Belinda   |         | Urano XIV                      | 1986                                                                                                 | IAUC 4609: Satellites of Saturn and Uranus (enlace roto disponible en Internet Archive; véase el historial, la primera versión y la última). |
| 8 de junio de 1988       | Puck      |         | Urano XV                       | 1985                                                                                                 | IAUC 4609: Satellites of Saturn and Uranus (enlace roto disponible en Internet Archive; véase el historial, la primera versión y la última). |
| 16 de septiembre de 1991 | Pan       |         | Saturno XVIII                  | 1990                                                                                                 | IAUC 5347: Satellites of Saturn and Neptune (enlace roto disponible en Internet Archive; véase el historial, la primera versión y la última). |
| 16 de septiembre de 1991 | Náyade    |         | Neptuno III                    | 1989                                                                                                 | IAUC 5347: Satellites of Saturn and Neptune (enlace roto disponible en Internet Archive; véase el historial, la primera versión y la última). |
| 16 de septiembre de 1991 | Talasa    |         | Neptuno IV                     | 1989                                                                                                 | IAUC 5347: Satellites of Saturn and Neptune (enlace roto disponible en Internet Archive; véase el historial, la primera versión y la última). |
| 16 de septiembre de 1991 | Despina   |         | Neptuno V                      | 1989                                                                                                 | IAUC 5347: Satellites of Saturn and Neptune (enlace roto disponible en Internet Archive; véase el historial, la primera versión y la última). |
| 16 de septiembre de 1991 | Galatea   |         | Neptuno VI                     | 1989                                                                                                 | IAUC 5347: Satellites of Saturn and Neptune (enlace roto disponible en Internet Archive; véase el historial, la primera versión y la última). |
| 16 de septiembre de 1991 | Larisa    |         | Neptuno VII                    | 1989                                                                                                 | IAUC 5347: Satellites of Saturn and Neptune (enlace roto disponible en Internet Archive; véase el historial, la primera versión y la última). |
| 16 de septiembre de 1991 | Proteo    |         | Neptuno VIII                   | 1989                                                                                                 | IAUC 5347: Satellites of Saturn and Neptune (enlace roto disponible en Internet Archive; véase el historial, la primera versión y la última). |
| 30 de abril de 1998      | Calibán   |         | Urano XVI                      | 1997                                                                                                 | B. J. Gladman, P. D. Nicholson, J. A. Burns, J. J. Kavelaars, B. G. Marsden, G. V. Williams and W. B. Offutt propose the names Caliban and Sycorax in their account of the discovery: Discovery of two distant irregular moons of Uranus, Nature, Vol. 392, pp. 897–899. (The IAU appears to have adopted these names prior to those reported in IAUC 7479.) |
| 30 de abril de 1998      | Sicorax   |         | Urano XVII                     | 1997                                                                                                 | B. J. Gladman, P. D. Nicholson, J. A. Burns, J. J. Kavelaars, B. G. Marsden, G. V. Williams and W. B. Offutt propose the names Caliban and Sycorax in their account of the discovery: Discovery of two distant irregular moons of Uranus, Nature, Vol. 392, pp. 897–899. (The IAU appears to have adopted these names prior to those reported in IAUC 7479.) |
| 21 de agosto de 2000     | Próspero  |         | Urano XVIII                    | 1999                                                                                                 | IAUC 7479: Satellites of Uranus |
| 21 de agosto de 2000     | Setebos   |         | Urano XIX                      | 1999                                                                                                 | IAUC 7479: Satellites of Uranus |
| 21 de agosto de 2000     | Stephano  |         | Urano XX                       | 1999                                                                                                 | IAUC 7479: Satellites of Uranus |

#### SigloXXI
| Fecha                    | Nombre        | Archivo | Planeta/ Número de designación | Fecha descubrimiento | Referencias/Notas |
| ------------------------ | ------------- | ------- | ------------------------------ | -------------------- | --- |
| 22 de octubre de 2002    | Calírroe      |         | Júpiter XVII                   | 1999                 | IAUC 7998: Satellites of Jupiter Archivado el 11 de junio de 2020 en Wayback Machine. |
| 22 de octubre de 2002    | Temisto       |         | Júpiter XVIII                  | 2000                 | IAUC 7998: Satellites of Jupiter Archivado el 11 de junio de 2020 en Wayback Machine. |
| 22 de octubre de 2002    | Megaclite     |         | Júpiter XIX                    | 2001                 | Escrito «Magaclite» en IAUC 7998 Archivado el 11 de junio de 2020 en Wayback Machine.; corrected 29 November 2002 in IAUC 8023: Satellites of Jupiter Archivado el 15 de abril de 2020 en Wayback Machine.        |
| 22 de octubre de 2002    | Taáigete      |         | Júpiter XX                     | 2001                 | IAUC 7998: Satellites of Jupiter Archivado el 11 de junio de 2020 en Wayback Machine. |
| 22 de octubre de 2002    | Caldona       |         | Júpiter XXI                    | 2001                 | IAUC 7998: Satellites of Jupiter Archivado el 11 de junio de 2020 en Wayback Machine. |
| 22 de octubre de 2002    | Harpálice     |         | Júpiter XXII                   | 2000                 | IAUC 7998: Satellites of Jupiter Archivado el 11 de junio de 2020 en Wayback Machine. |
| 22 de octubre de 2002    | Cálice        |         | Júpiter XXIII                  | 2001                 | IAUC 7998: Satellites of Jupiter Archivado el 11 de junio de 2020 en Wayback Machine. |
| 22 de octubre de 2002    | Yocasta       |         | Júpiter XXIV                   | 2001                 | IAUC 7998: Satellites of Jupiter Archivado el 11 de junio de 2020 en Wayback Machine. |
| 22 de octubre de 2002    | Erínome       |         | Júpiter XXV                    | 2001                 | IAUC 7998: Satellites of Jupiter Archivado el 11 de junio de 2020 en Wayback Machine. |
| 22 de octubre de 2002    | Isonoé        |         | Júpiter XXVI                   | 2001                 | IAUC 7998: Satellites of Jupiter Archivado el 11 de junio de 2020 en Wayback Machine. |
| 22 de octubre de 2002    | Praxídice     |         | Júpiter XXVII                  | 2001                 | IAUC 7998: Satellites of Jupiter Archivado el 11 de junio de 2020 en Wayback Machine. |
| 8 de agosto de 2003      | Autoóoe       |         | Júpiter XXVIII                 | 2002                 | IAUC 8177: Satellites of Jupiter, Saturn, Uranus |
| 8 de agosto de 2003      | Tione         |         | Júpiter XXIX                   | 2002                 | IAUC 8177: Satellites of Jupiter, Saturn, Uranus |
| 8 de agosto de 2003      | Hermipé       |         | Júpiter XXX                    | 2002                 | IAUC 8177: Satellites of Jupiter, Saturn, Uranus |
| 8 de agosto de 2003      | Aitné         |         | Júpiter XXXI                   | 2002                 | IAUC 8177: Satellites of Jupiter, Saturn, Uranus |
| 8 de agosto de 2003      | Eurídome      |         | Júpiter XXXII                  | 2002                 | IAUC 8177: Satellites of Jupiter, Saturn, Uranus |
| 8 de agosto de 2003      | Euante        |         | Júpiter XXXIII                 | 2002                 | IAUC 8177: Satellites of Jupiter, Saturn, Uranus |
| 8 de agosto de 2003      | Euporia       |         | Júpiter XXXIV                  | 2002                 | IAUC 8177: Satellites of Jupiter, Saturn, Uranus |
| 8 de agosto de 2003      | Ortosia       |         | Júpiter XXXV                   | 2002                 | IAUC 8177: Satellites of Jupiter, Saturn, Uranus |
| 8 de agosto de 2003      | Spondé        |         | Júpiter XXXVI                  | 2002                 | IAUC 8177: Satellites of Jupiter, Saturn, Uranus |
| 8 de agosto de 2003      | Cale          |         | Júpiter XXXVII                 | 2002                 | IAUC 8177: Satellites of Jupiter, Saturn, Uranus |
| 8 de agosto de 2003      | Pasítea       |         | Júpiter XXXVIII                | 2002                 | IAUC 8177: Satellites of Jupiter, Saturn, Uranus |
| 8 de agosto de 2003      | Ymir          |         | Saturno XIX                    | 2000                 | IAUC 8177: Satellites of Jupiter, Saturn, Uranus |
| 8 de agosto de 2003      | Paaliaq       |         | Saturno XX                     | 2000                 | IAUC 8177: Satellites of Jupiter, Saturn, Uranus |
| 8 de agosto de 2003      | Tarvos        |         | Saturno XXI                    | 2000                 | IAUC 8177: Satellites of Jupiter, Saturn, Uranus |
| 8 de agosto de 2003      | Ijiraq        |         | Saturno XXII                   | 2000                 | IAUC 8177: Satellites of Jupiter, Saturn, Uranus |
| 8 de agosto de 2003      | Suttungr      |         | Saturno XXIII                  | 2000                 | Escrito «Suttung» en IAUC 8471: Satellites of Saturn; enmendado el 21 de enero de 2005 en . |
| 8 de agosto de 2003      | Kiviuq        |         | Saturno XXIV                   | 2000                 | IAUC 8177: Satellites of Jupiter, Saturn, Uranus |
| 8 de agosto de 2003      | Mundilfari    |         | Saturno XXV                    | 2000                 | IAUC 8177: Satellites of Jupiter, Saturn, Uranus |
| 8 de agosto de 2003      | Albiorix      |         | Saturno XXVI                   | 2000                 | IAUC 8177: Satellites of Jupiter, Saturn, Uranus |
| 8 de agosto de 2003      | Skadi         |         | Saturno XXVII                  | 2000                 | Escrito «Skadi»en IAUC 8471: Satellites of Saturn; enmendado el 21 de enero de 2005 en . |
| 8 de agosto de 2003      | Erriapo       |         | Saturno XXVIII                 | 2000                 | Escrito «Erriapo» en IAUC 8177; corregido el 14 de diciembre de 2007 (USGS) |
| 8 de agosto de 2003      | Siarnaq       |         | Saturno XXIX                   | 2000                 | IAUC 8177: Satellites of Jupiter, Saturn, Uranus |
| 8 de agosto de 2003      | Thrymr        |         | Saturno XXX                    | 2000                 | Escrito «Thrym» en IAUC 8471: Satellites of Saturn; enmendado el 21 de enero de 2005 en . |
| 8 de agosto de 2003      | Trínculo      |         | Urano XXI                      | 2002                 | IAUC 8177: Satellites of Jupiter, Saturn, Uranus |
| 21 de enero de 2005      | Narvi         |         | Saturno XXXI                   | 2003                 | IAUC 8471: Satellites of Saturn |
| 21 de enero de 2005      | Metone        |         | Saturno XXXII                  | 2004                 | IAUC 8471: Satellites of Saturn |
| 21 de enero de 2005      | Palene        |         | Saturno XXXIII                 | 2004                 | IAUC 8471: Satellites of Saturn |
| 21 de enero de 2005      | Pollux        |         | Saturno XXXIV                  | 2004                 | IAUC 8471: Satellites of Saturn |
| 30 de marzo de 2005      | Hegemone      |         | Júpiter XXXIX                  | 2003                 | IAUC 8502: Satellites of Jupiter Archivado el 15 de abril de 2020 en Wayback Machine. |
| 30 de marzo de 2005      | Mnemea        |         | Júpiter XL                     | 2003                 | IAUC 8502: Satellites of Jupiter Archivado el 15 de abril de 2020 en Wayback Machine. |
| 30 de marzo de 2005      | Aedea         |         | Júpiter XLI                    | 2003                 | IAUC 8502: Satellites of Jupiter Archivado el 15 de abril de 2020 en Wayback Machine. |
| 30 de marzo de 2005      | Telxínoe      |         | Júpiter XLII                   | 2004                 | IAUC 8502: Satellites of Jupiter Archivado el 15 de abril de 2020 en Wayback Machine. |
| 30 de marzo de 2005      | Arce          |         | Júpiter XLIII                  | 2002                 | IAUC 8502: Satellites of Jupiter Archivado el 15 de abril de 2020 en Wayback Machine. |
| 30 de marzo de 2005      | Kallichore    |         | Júpiter XLIV                   | 2003                 | IAUC 8502: Satellites of Jupiter Archivado el 15 de abril de 2020 en Wayback Machine. |
| 30 de marzo de 2005      | Heliké        |         | Júpiter XLV                    | 2003                 | IAUC 8502: Satellites of Jupiter Archivado el 15 de abril de 2020 en Wayback Machine. |
| 30 de marzo de 2005      | Carpo         |         | Júpiter XLVI                   | 2003                 | IAUC 8502: Satellites of Jupiter Archivado el 15 de abril de 2020 en Wayback Machine. |
| 30 de marzo de 2005      | Eukélade      |         | Júpiter XLVII                  | 2003                 | IAUC 8502: Satellites of Jupiter Archivado el 15 de abril de 2020 en Wayback Machine. |
| 30 de marzo de 2005      | Cilene        |         | Júpiter XLVIII                 | 2003                 | IAUC 8502: Satellites of Jupiter Archivado el 15 de abril de 2020 en Wayback Machine. |
| 29 de diciembre de 2005  | Francisco     |         | Urano XXII                     | 2006                 | IAUC 8648: Satellites of Uranus |
| 29 de diciembre de 2005  | Margarita     |         | Urano XXIII                    | 2006                 | IAUC 8648: Satellites of Uranus |
| 29 de diciembre de 2005  | Ferdinando    |         | Urano XXIV                     | 2006                 | IAUC 8648: Satellites of Uranus |
| 29 de diciembre de 2005  | Perdita       |         | Urano XXV                      | 2006                 | IAUC 8648: Satellites of Uranus |
| 29 de diciembre de 2005  | Mab           |         | Urano XXVI                     | 2006                 | IAUC 8648: Satellites of Uranus |
| 29 de diciembre de 2005  | Cupido        |         | Urano XXVII                    | 2006                 | IAUC 8648: Satellites of Uranus |
| 21 de junio de 2006      | Nix           |         | Plutón II                      | 2005                 | IAUC 8723: Satellites of Pluto |
| 21 de junio de 2006      | Hidra         |         | Plutón III                     | 2005                 | IAUC 8723: Satellites of Pluto |
| 17 de julio de 2006      | Dafne         |         | Saturno XXXV                   | 2005                 | IAUC 8730: Saturn XXXV (Daphnis) = S/2005 S 1 (enlace roto disponible en Internet Archive; véase el historial, la primera versión y la última).                                                                   |
| 13 de septiembre de 2006 | Disnomia      |         | Eris I                         | 2005                 | IAUC 8747: (134340) Pluto, (136199) Eris, and (136199) Eris I (Dysnomia) |
| 3 de febrero de 2007     | Halimede      |         | Neptuno IX                     | 2002                 | IAUC 8802: Satellites of Neptune |
| 3 de febrero de 2007     | Psámate       |         | Neptuno X                      | 2003                 | IAUC 8802: Satellites of Neptune |
| 3 de febrero de 2007     | Sao           |         | Neptuno XI                     | 2002                 | IAUC 8802: Satellites of Neptune |
| 3 de febrero de 2007     | Laomedeia     |         | Neptuno XII                    | 2002                 | IAUC 8802: Satellites of Neptune |
| 3 de febrero de 2007     | Neso          |         | Neptuno XIII                   | 2002                 | IAUC 8802: Satellites of Neptune |
| 5 de abril de 2007       | Kore          |         | Júpiter XLIX                   | 2003                 | IAUC 8826: Satellites of Jupiter and Saturn Archivado el 10 de enero de 2020 en Wayback Machine. |
| 5 de abril de 2007       | Ægir          |         | Saturno XXXVI                  | 2004                 | IAUC 8826: Satellites of Jupiter and Saturn Archivado el 10 de enero de 2020 en Wayback Machine. |
| 5 de abril de 2007       | Bebhionn      |         | Saturno XXXVII                 | 2004                 | IAUC 8826: Satellites of Jupiter and Saturn Archivado el 10 de enero de 2020 en Wayback Machine. |
| 5 de abril de 2007       | Bergelmir     |         | Saturno XXXVIII                | 2004                 | IAUC 8826: Satellites of Jupiter and Saturn Archivado el 10 de enero de 2020 en Wayback Machine. |
| 5 de abril de 2007       | Bestla        |         | Saturno XXXIX                  | 2004                 | IAUC 8826: Satellites of Jupiter and Saturn Archivado el 10 de enero de 2020 en Wayback Machine. |
| 5 de abril de 2007       | Farbauti      |         | Saturno XL                     | 2004                 | IAUC 8826: Satellites of Jupiter and Saturn Archivado el 10 de enero de 2020 en Wayback Machine. |
| 5 de abril de 2007       | Fenrir        |         | Saturno XLI                    | 2004                 | IAUC 8826: Satellites of Jupiter and Saturn Archivado el 10 de enero de 2020 en Wayback Machine. |
| 5 de abril de 2007       | Fornjot       |         | Saturno XLII                   | 2004                 | IAUC 8826: Satellites of Jupiter and Saturn Archivado el 10 de enero de 2020 en Wayback Machine. |
| 5 de abril de 2007       | Hati          |         | Saturno XLIII                  | 2004                 | IAUC 8826: Satellites of Jupiter and Saturn Archivado el 10 de enero de 2020 en Wayback Machine. |
| 5 de abril de 2007       | Hyrokkin      |         | Saturno XLIV                   | 2004                 | Escrito «Hyrokkin» en IAUC 8826 Archivado el 10 de enero de 2020 en Wayback Machine.; corregido el 31 de julio de 2007 en IAUC 8860: Saturn XLIV (Hyrrokkin) Archivado el 13 de junio de 2020 en Wayback Machine. |
| 5 de abril de 2007       | Kari          |         | Saturno XLV                    | 2006                 | IAUC 8826: Satellites of Jupiter and Saturn Archivado el 10 de enero de 2020 en Wayback Machine. |
| 5 de abril de 2007       | Loge          |         | Saturno XLVI                   | 2006                 | IAUC 8826: Satellites of Jupiter and Saturn Archivado el 10 de enero de 2020 en Wayback Machine. |
| 5 de abril de 2007       | Skoll         |         | Saturno XLVII                  | 2006                 | IAUC 8826: Satellites of Jupiter and Saturn Archivado el 10 de enero de 2020 en Wayback Machine. |
| 5 de abril de 2007       | Surtur        |         | Saturno XLVIII                 | 2006                 | IAUC 8826: Satellites of Jupiter and Saturn Archivado el 10 de enero de 2020 en Wayback Machine. |
| 20 de septiembre de 2007 | Anthe         |         | Saturno XLIX                   | 2007                 | IAUC 8873: Satellites of Saturn Archivado el 11 de junio de 2020 en Wayback Machine. |
| 20 de septiembre de 2007 | Jarnsaxa      |         | Saturno L                      | 2006                 | IAUC 8873: Satellites of Saturn Archivado el 11 de junio de 2020 en Wayback Machine. |
| 20 de septiembre de 2007 | Greip         |         | Saturno LI                     | 2006                 | IAUC 8873: Satellites of Saturn Archivado el 11 de junio de 2020 en Wayback Machine. |
| 20 de septiembre de 2007 | Tarqeq        |         | Saturno LII                    | 2007                 | IAUC 8873: Satellites of Saturn Archivado el 11 de junio de 2020 en Wayback Machine. |
| 17 de septiembre de 2008 | Hiʻiaka       |         | Haumea I                       | 2005                 | |
| 17 de septiembre de 2008 | Namaka        |         | Haumea II                      | 2005                 | |
| 5 de mayo de 2009        | Aegaeon       |         | Saturno LIII                   | 2009                 | IAUC 9041: New name/designation of satellite of Saturn (LIII), S/2008 S 1. (enlace roto disponible en Internet Archive; véase el historial, la primera versión y la última). (subscription only)                  |
| 11 de noviembre de 2009  | Herse         |         | Júpiter L                      | 2003                 | IAUC 9094: Designation and name assigned to S/2003 J 17 (the 50th satellite of Jupiter to be so designated and named): Jupiter L (Herse). (subscription only)                                                     |
| 2 de julio de 2013       | Cerbero       |         | Pluto IV                       | 2011                 | IAU1303 News Release |
| 2 de julio de 2013       | Styx          |         | Pluto V                        | 2012                 | IAU1303 News Release |
| 7 de marzo de 2015       | (sin nombrar) |         | Jupiter LI                     | 2010                 | CBET (Central Bureau Electronic Telegram) 4075: 20150307: Satellites of Jupiter, 7 de marzo de 2015 (subscription only)                                                                                           |
| 7 de marzo de 2015       | (sin nombrar) |         | Jupiter LII                    | 2010                 | CBET (Central Bureau Electronic Telegram) 4075: 20150307: Satellites of Jupiter, 7 de marzo de 2015 (subscription only)                                                                                           |
| 7 de marzo de 2015       | Dia           |         | Jupiter LIII                   | 2000                 | CBET (Central Bureau Electronic Telegram) 4075: 20150307: Satellites of Jupiter, 7 de marzo de 2015 (subscription only)                                                                                           |
| 9 de junio de 2017       | (sin nombrar) |         | Jupiter LIV                    | 2016                 | MPC 104935 |
| 9 de junio de 2017       | (sin nombrar) |         | Jupiter LV                     | 2003                 | MPC 104935 |
| 9 de junio de 2017       | (sin nombrar) |         | Jupiter LVI                    | 2011                 | MPC 104935 |
| 9 de junio de 2017       | (sin nombrar) |         | Jupiter LVII                   | 2003                 | MPC 104935 |
| 9 de junio de 2017       | (sin nombrar) |         | Jupiter LVIII                  | 2003                 | MPC 104935 |
| 9 de junio de 2017       | (sin nombrar) |         | Jupiter LIX                    | 2017                 | MPC 104935 |